# Destruction Derby
Destruction Derby es un videojuego de carreras de automóviles creado por Psygnosis en 1995 que apareció para diferentes plataformas: inicialmente tuvo versiones para PC y PlayStation y posteriormente aparecieron la versión para Sega Saturn. Asimismo hubo una versión en PlayStation Network, para PlayStation 3 y PSP, y otra para la plataforma PlayStation Mobile.

## Jugabilidad
Destruction Derby es un videojuego de carreras de combate vehicular basado en el deporte del derby de demolición. El juego contiene tres vehículos. Las colisiones en el juego afectan los controles de cada automóvil, limitando su dirección y velocidad máxima. Las colisiones frontales corren el riesgo de dañar el radiador del automóvil, lo que hace que el automóvil se sobrecaliente y deje de funcionar. Hay cuatro modos de juego disponibles: Destruction Derby, Wreckin' Racing, Stock Car Racing y Time Trial. En Destruction Derby, el jugador gana puntos al destruir otros autos en una gran arena sin pistas llamada The Bowl; en Stock Car Racing, el jugador debe terminar en primer lugar y no se otorgan puntos por destruir autos. Wreckin' Racing es un híbrido de los dos, en el que el jugador gana puntos ganando la carrera y destruyendo otros autos. Contrarreloj es un modo contrarreloj en solitario. La versión de PlayStation cuenta con system link para dos jugadores, mientras que la versión de MS-DOS tiene un modo multijugador en línea.

## Temática
En Destruction Derby hay dos modos de juego básicos. En modo carrera, se intenta quedar por delante de nuestros adversarios controlados por la máquina. En modo destrucción, el objetivo primordial es salir lo mejor airoso y victorioso posible de un verdadero ring de batalla de coches.

## Aspectos técnicos
Destruction Derby posee gráficos tridimensionales tanto para los coches como para los escenarios, no así para los fondos de pantalla en los que se utiliza un fondo estático tal como se hizo en Daytona USA. La jugabilidad es un punto fuerte del juego.

## Banda sonora
La banda sonora está compuesta por música electrónica y tecno y fue creada por el dúo Tim Swan & Elliot Sumner.

## Desarrollo
El estudio de desarrollo británico Reflections Interactive comenzó a crear Destruction Derby para la PlayStation a finales de 1994. Fue publicado por la rama Psygnosis de Sony Computer Entertainment, lo que permitió a Reflections recibir kits de desarrollo de PlayStation mucho antes del lanzamiento de esa consola. El juego debutó en mayo de 1995 en la Electronic Entertainment Expo, y su título inicial se informó de diversas formas como "Demolition Derby" y "Demolish 'em Derby". Los escritores de Edge y Next Generation comentaron que el juego podría "derrotar" a Ridge Racer tras el lanzamiento de PlayStation.
Para hacer que los resultados de las colisiones de automóviles sean más fáciles de predecir, Reflections implementó física simulada en Destruction Derby. El director Martin Edmondson creía que, de lo contrario, el juego sería "completamente imposible de jugar", como con " pool cuando las colisiones están desactivadas". El productor Tony Parks señaló que la física se simplificó para mejorar el rendimiento y compensar el controlador digital de PlayStation, y que el equipo buscó un equilibrio entre "realismo y jugabilidad". El rendimiento también se mejoró mediante la optimización de los gráficos del juego y mediante la reducción del nivel de detalle de los objetos en la distancia. El motor de juego de Destruction Derby admite hasta veinte autos en la pantalla simultáneamente, lo cual no es un juego de carreras de consola, excepto Daytona USA , había logrado hasta ese momento. Sin embargo, se usó un solo modelo de estructura de alambre, diferenciado por mapas de texturas, para cada vehículo. Los daños a los vehículos se modelan en tiempo real, en función de la velocidad y el ángulo de los automóviles involucrados. El equipo hizo que las pistas del juego fueran pequeñas para "mantener muy alta la densidad de los autos en la pista", lo que permitió accidentes a gran escala. Se hicieron planes para admitir hasta ocho jugadores con el PlayStation Link Cable.
Destruction Derby fue publicado por Sega y desarrollado por Perfect Entertainment para Sega Saturn, como parte de un acuerdo que también trajo  Wipeout a la consola. Esta versión carece de transparencias. Ryan Lockhart de GameFan estimó que el puerto estaba "listo en un 80%" en la edición de agosto de 1996 de la revista, y fue lanzado en agosto de 1996.

## Recepción
Escribiendo para GamePro, el Capitán Squideo llamó a Destruction Derby "la experiencia de carreras más estridente del otoño". Creía que sus "gráficos son casi todo lo que podría desear para un juego" de este tipo, pero escribió que "nada aquí se destaca como gráficamente espectacular". Se quejó de que el juego no permite a los jugadores personalizar los autos y no le gustó la falta de multijugador en pantalla dividida. Resumió: "Las opciones limitadas mantienen a 'Destruction Derby' fuera del circuito de ganadores, pero este ruidoso corredor de autos stock aún genera un estadio lleno de diversión". Victor Lucas de The Electric Playground declaró que "la belleza del juego" es la estrategia involucrada en realizar "ataques calculados" contra vehículos enemigos. , y escribió: "Si haces todo lo posible y tratas de hacer mucho ruido en la pista, lo más probable es que estés cojeando hasta el depósito de chatarra en segundos". Creía que el modo de carrera Stock Car del juego "no es rival para la inercia de los nudillos blancos de Wipeout o Ridge Racer", y que los derbis de demolición en The Bowl eran "los más divertidos". en el juego. Elogió los gráficos y la física del juego y concluyó: "Destruction Derby es un ganador en todos los aspectos". Un crítico de Next Generation estaba muy complacido con el concepto de chocar contra otros autos y dijo que se basa en una fantasía casi universal. Comentó que el modo para un jugador es indefiniblemente "falto", pero el modo multijugador ofrece un disfrute sin límites.
El puerto de PC también fue bien recibido. Lee Buchanan de PC Gamer US elogió "las imágenes espectaculares que dan vida a las colisiones más discordantes que he visto en una computadora", y señaló que "los daños [del automóvil] se representan maravillosamente". Al igual que Lucas, escribió que el jugador "no puede simplemente estrellarse sin pensar contra otros autos; esto es la destrucción del hombre pensante". Aunque encontró el juego demasiado fácil "incluso en el nivel de dificultad más difícil", descubrió que se trataba de un problema menor que no restaba valor a la experiencia. Consideró que el juego en línea del juego era un punto culminante y concluyó: "'Destruction Derby' es genial y un cambio de ritmo bienvenido con respecto a las simulaciones de conducción de alta gama". Peter Olafson de "Computer Gaming World" llamó al juego "una gran simulación" de derbys de demolición, y escribió que los restos son "convulsivos y realistas". Él creía que el juego "tiene una calidad nunca antes vista que lo convertirá instantáneamente en un juego de exhibición para demostrar a amigos y familiares con la boca abierta", y consideró que el daño del automóvil fue "especialmente maravilloso y sin precedentes para este tipo de juego". Sin embargo, descubrió que su "vida útil es sorprendentemente corta" y esperaba un editor de pistas en su secuela. Resumió: "A pesar de sus limitaciones, este es un gran juego, pero tiene mucho más potencial". Un crítico de "Next Generation" comentó que si bien el juego es un port directo de la versión de PlayStation, es impecablemente preciso. Aplaudió el modelado auténtico de choques de vehículos, los modos múltiples, la fluidez del juego y la inclusión de opciones de red y módem, y descubrió que el único inconveniente del juego es que la cámara se aleja tan poco que puede ser difícil ver los autos cercanos.
Al revisar la versión de Sega Saturn del juego, Kim Randell de Computer & Video Games notó sus "gráficos inferiores" que no tienen "el brillo y el brillo de su contraparte de PlayStation". Randell creía que se hizo "demasiado tarde para causar el tipo de sensación que causó 'WipEout'. Las comparaciones con la versión de PlayStation son inevitables, y la conversión bastante desordenada significa que la versión de Saturn carece del pulido de su rival". La reseña de Rob Allsetter en Sega Saturn Magazine (del mismo editor que "Computer & Video Games") recicló la mayor parte del texto de la reseña de Randell, incluidos los comentarios finales.
Destruction Derby generó la serie Destruction Derby, seguida directamente por Destruction Derby 2 en 1996. Entregas posteriores incluyen Destruction Derby 64 (1999), Destruction Derby Raw (2000) y Destruction Derby Arenas (2004). Destruction Derby fue relanzado a través de la tienda PlayStation Network en 2007.
El juego se incluyó en PlayStation Classic.